# Kapitan Corelli
Kapitan Corelli (ang. Captain Corelli's Mandolin) – amerykańsko-brytyjsko-francuski melodramat z 2001 roku w reżyserii Johna Maddena, zrealizowany na podstawie powieści Louisa de Bernièresa. Zdjęcia kręcono na greckiej wyspie Kefalinia (archipelag Wysp Jońskich).

## Główne role
- Nicolas Cage – kapitan Antonio Corelli
- Penélope Cruz – Pelagia
- John Hurt – dr Iannis
- Christian Bale – Mandras
- Irene Papas – Drosoula
- David Morrissey – kapitan Gunther Weber
- Gerasimos Skiadaressis – pan Stamatis
- Aspasia Kralli – pani Stamatis
- Michael Yannatos – Kokolios
- Dimitris Kaberidis – ksiądz Arsenios
- Pietro Sarubbi – Velisarios, siłacz
- Viki Maragaki – Eleni, przyjaciółka Pelagii
- Emilios Chilakis – Dimitri
- Roberto Citran – gen. Antonio Gandin

## Fabuła
Wieś Argostolion na wyspie Kefalinia, rok 1940. Podczas corocznego święta Gerasimosa, siłacz Velisarios strzela z działa i niechcący trafia młodego rybaka Mandrasa. Ten trafia do dra Iannisa, który natychmiast się nim zajmuje. Po zabiegu lekarz udaje się do kawiarni, gdzie dyskutuje na temat wiadomości o wojnie. Jak na razie wojna wydaje się jeszcze odległa. Mandras poznaje córkę doktora Pelagię, z którą po kilku tygodniach się zaręcza. Po zaręczynach chłopak dostaje powołanie do front, gdzie ma walczyć z Włochami na granicy albańskiej.
Miesiące upływają, a o Mandrasie nie ma żadnych wiadomości. Nieoczekiwanie wojna w Albanii dobiega końca, ale nie na długo. Tym razem Włochów wspierają Niemcy. W kwietniu Grecja poddaje się, a Peloponez zostaje zajęty przez Niemców, Wyspy Jońskie przez Włochów. W maju pojawiają się we wsi włoskie wojska okupacyjne oraz niemieccy obserwatorzy pod dowództwem kapitana Webera. Doktor Iannis odmawia przyjęcia pod swój dach oficera włoskiego, ale pod groźbą pozbawienia praw wykonywania zawodu, w końcu godzi się. Tak pojawia się kapitan Antonio Corelli.

## Nagrody i nominacje
Europejskie Nagrody Filmowe 2001
- Najlepsza aktorka europejska w konkursie publiczności – Penélope Cruz (nominacja)

Złota Malina 2001
- Najgorsza aktorka – Penélope Cruz (nominacja)